# Cas separatiu
El cas separatiu en la declinació gramatical de determinats idiomes es refereix a la manca de proximitat d'un objecte respecte un altre (lluny de...)
És un tipus de cas latiu.

## Exemples enfinès
- Singular

En la primera declinació s'afegeix -sso a la paraula. Si la paraula acaba en "a" o en "o", aquestes sèliminen i el sufix es torna -esso:
- Mona --> monesso (lluny d'una dona)
- Tavi (mosso) --> tavisso (lluny d'un mosso)
- Nämo (casa) --> nämesso (lluny d'una casa)

En la segona declinació, s'afegeix -esso:
- könung --> könungesso (lluny d'un rei)

- Plural

En la primera declinació s'afegeix -ssar o -essar:
- Tavi --> tavissar (lluny d'uns mossos)
- Nämo --> nämessar (lluny d'unes cases)